# 共和党 (フランス 2015-)
共和党（きょうわとう、仏: Les Républicains、略称: LR）は、フランスの政党。2015年5月30日に国民運動連合が改名して結成された。

## 歴史
- 2015年
  - 5月30日 - 国民運動連合を改名して結成。
  - 12月6日/13日 - フランスの13地域圏の地方選挙にて、共和党を中心とする中道右派勢力は41%の最大得票を獲得する（社会党を中心とする中道左派勢力が29%、極右勢力国民戦線（FN）は27%）[13][14]。この選挙の2回目の投票では、与党・社会党がいくつかの選挙区で候補者を取り下げる戦術をとった。より正確に言えば、FNを敗北させるために社会党は共和党と共闘を呼びかけたが、共和党総裁のニコラ・サルコジ前大統領はその案に否定的であった。これをうけ社会党はさらに妥協し、社会党の候補者はいくつかの選挙区で棄権する事態になったのである[16]。そのため社会党の票はそれらの選挙区では共和党に流れることなり、FNに不利な状況であった。マリーヌ・ル・ペンは社会党の戦術的棄権を「有権者から地域の代表を奪うような集団的自殺であり、社会党の終わりのはじまり」だと述べた[17]。
- 2016年
  - 11月20日 - 翌年の大統領選挙に向けた党内予備選の第1回投票において、フランソワ・フィヨン、アラン・ジュペ（いずれも元首相）に次ぐ第3位に終わったサルコジ前大統領が、政界引退と決選投票でのフィヨン元首相への支持を表明[18]。
  - 11月27日 - 予備選第2回投票（決選投票）にて、フィヨンが66.5%の得票率でジュペを破り、来春の次期大統領選の候補者に選ばれる[19]。
- 2017年
  - 4月23日 - 大統領選挙の第1回投票でフィヨンの得票が3位に終わる。
  - 5月15日/17日 - 大統領選挙に当選したエマニュエル・マクロン（共和国前進）により、エドゥアール・フィリップが首相に任命される。また、ブリュノ・ル・メール（フランス語版）、ジェラルド・ダルマナンがフィリップ内閣に閣僚として加わる。なお、共和党自体はマクロン政権に対して野党の立場をとっている。
  - 12月10日、共和党の総裁選挙でローラン・ヴォキエ（フランス語版）が当選[20]。
- 2019年
  - 11月13日 - 共和党の総裁選挙でクリスチャン・ジャコブ（フランス語版）が当選[21]。
- 2020年
  - 7月3日 - ジャン・カステックスがマクロン大統領により首相に任命され、共和党を離党する。
- 2022年
  - 12月11日 - 共和党の総裁選挙でエリック・シオッティ（フランス語版）が当選[22]。
- 2024年
  - 6月11日 - 欧州議会議員選挙（6月9日）での与党惨敗を受けて執行される議会総選挙（6月30日・7月7日）に向けて、シオッティ総裁が国民連合と選挙連合を組むと表明[23]。
  - 6月12日 - 国民連合との選挙協力の発表に党員らが猛反発し、共和党はシオッティ総裁を除名処分とした[24]。シオッティはこれに反発し提訴。裁判所は「解任は党規違反。無効」の判決を下した[25]。
  - 9月5日 - ミシェル・バルニエがマクロン大統領により首相に任命される。議会総選挙でマクロン与党を含む主要な3勢力（共和党は含まれない）のいずれも過半数を獲得できなかったため首相選びが難航し、バルニエの任命まで2か月を要した。
  - 9月21日 - ブリュノ・ルタイヨー（フランス語版）、アニー・ジュヌヴァール（フランス語版）、パトリック・エゼル（フランス語版）がバルニエ内閣に閣僚として加わる。

## 役職

### 総裁
| 代                                                                               | 歴代総裁（Président） | 歴代総裁（Président）                   | 在任期間                       |
| -------------------------------------------------------------------------------- | --------------------- | --------------------------------------- | ------------------------------ |
| 1                                                                                |                       | ニコラ・サルコジ                        | 2015年5月30日 – 2016年8月23日  |
| -                                                                                |                       | ローラン・ヴォキエ（臨時）              | 2016年8月23日 – 2016年11月29日 |
| 空席：2016年11月29日 - 2017年12月10日（ベルナール・アコワイエ書記長が党首を兼任) |                       |                                         |                                |
| 2                                                                                |                       | ローラン・ヴォキエ                      | 2017年12月10日 – 2019年6月2日  |
| -                                                                                | Laurent Wauquiez      | ジャン・レオネッティ（臨時）            | 2019年6月2日 – 2019年10月13日  |
| 3                                                                                | Laurent Wauquiez      | クリスチャン・ジャコブ                  | 2019年10月13日 – 2022年6月30日 |
| -                                                                                |                       | アンニ・ジョヌヴァ―（臨時）             | 2022年6月30日 – 2022年12月11日 |
| 4                                                                                | Laurent Wauquiez      | エリック・シオッティ （ フランス語版 ） | 2022年12月11日 – 現職          |